# Station Levice
Station Levice is een treinstation voor passagiers in het zuidzuidwesten van Slowakije. Het verbindt Levice met verscheidene binnenlandse locaties en ook met Hongarije.
De spoorweginstelling behoort tot de infrastructuur van de Železnice Slovenskej republiky (ŽSR) en ressorteert onder de regionale spoorwegdirectie van Zvolen.

## Ligging
Het station is gelegen op de zuidelijke dwarslijn Bratislava - Košice, tussen Nové Zámky en Zvolen. Het ligt binnen de stadsgrenzen, in het westen, dicht bij de straten « Železničná » en « Nádražný rad ».

## Lijnen
- Lijn 150: Nové Zámky – Zvolen
- Lijn 152: Štúrovo – Levice

## Treindienst
In het station Levice hebben verscheidene sneltreinen een stilstand. Er zijn rechtstreekse verbindingen naar onder meer Bratislava, Zvolen, en Banská Bystrica. Diverse steden en gemeenten zijn bereikbaar mits overstap.

## Dienstverlening
Tegenover het ontvangstgebouw, aan de overkant van de straat, bevindt zich een autobusstation « Autobusová stanica Levice » voor regionaal en stedelijk vervoer.
Anno 2025 is in het treinstation een loket met personeel, voor inlichtingen en reisbiljetten (binnenverkeer en internationaal verkeer). Voor de openingsuren van dit loket: zie de onderstaande externe link: "ŽSSK - Loket - Openingsuren".

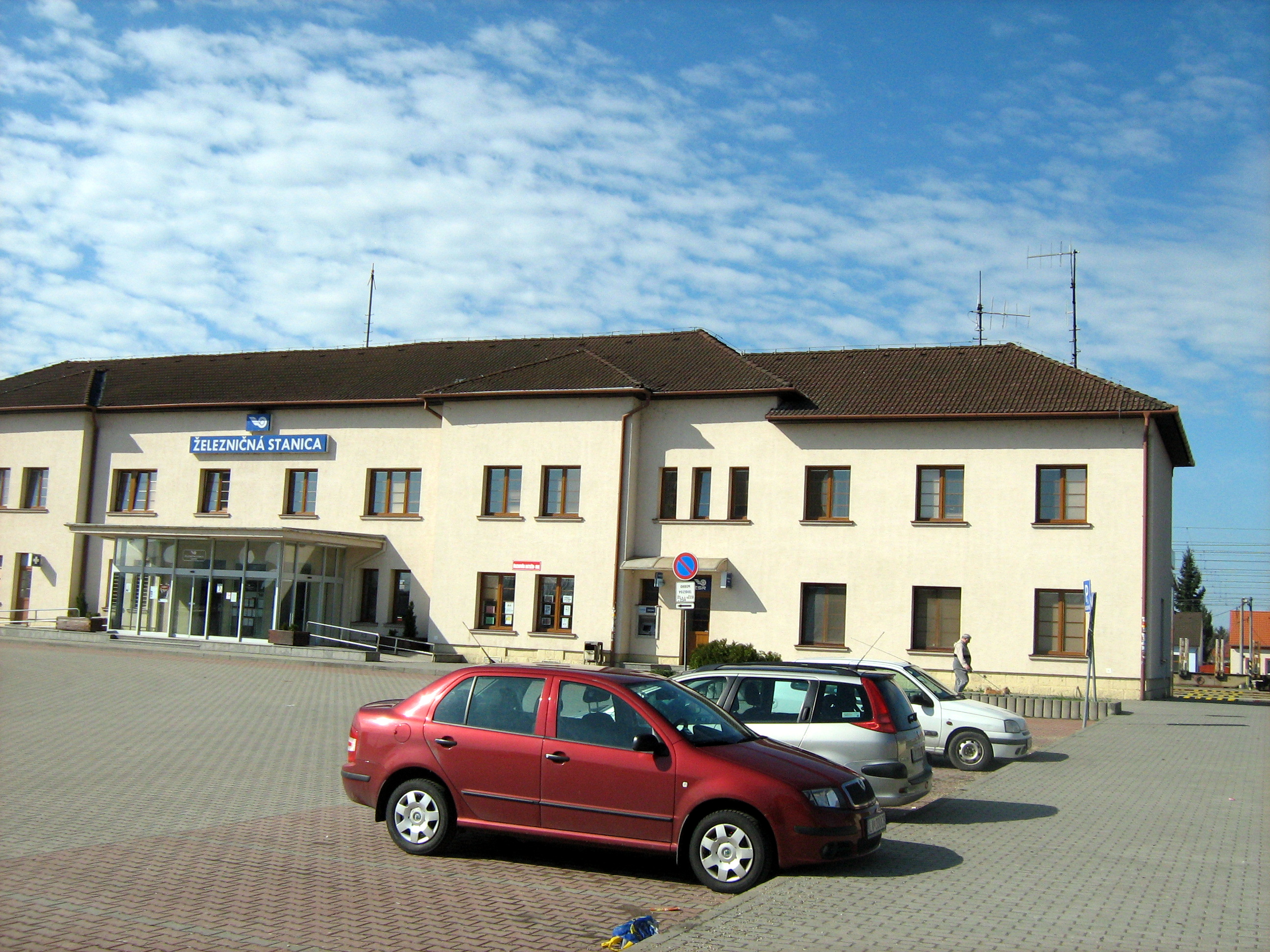
Station Levice. Straataanzicht in 2013.

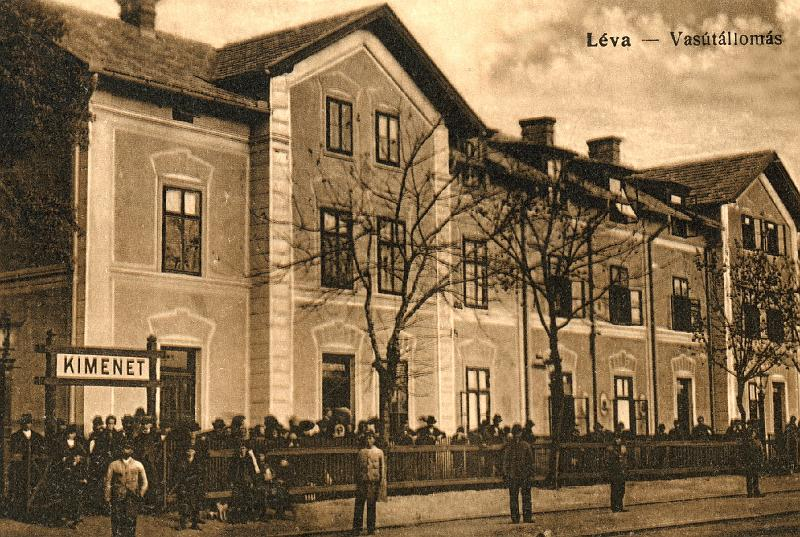
Het station in 1916.